# Rebelión de Octubre

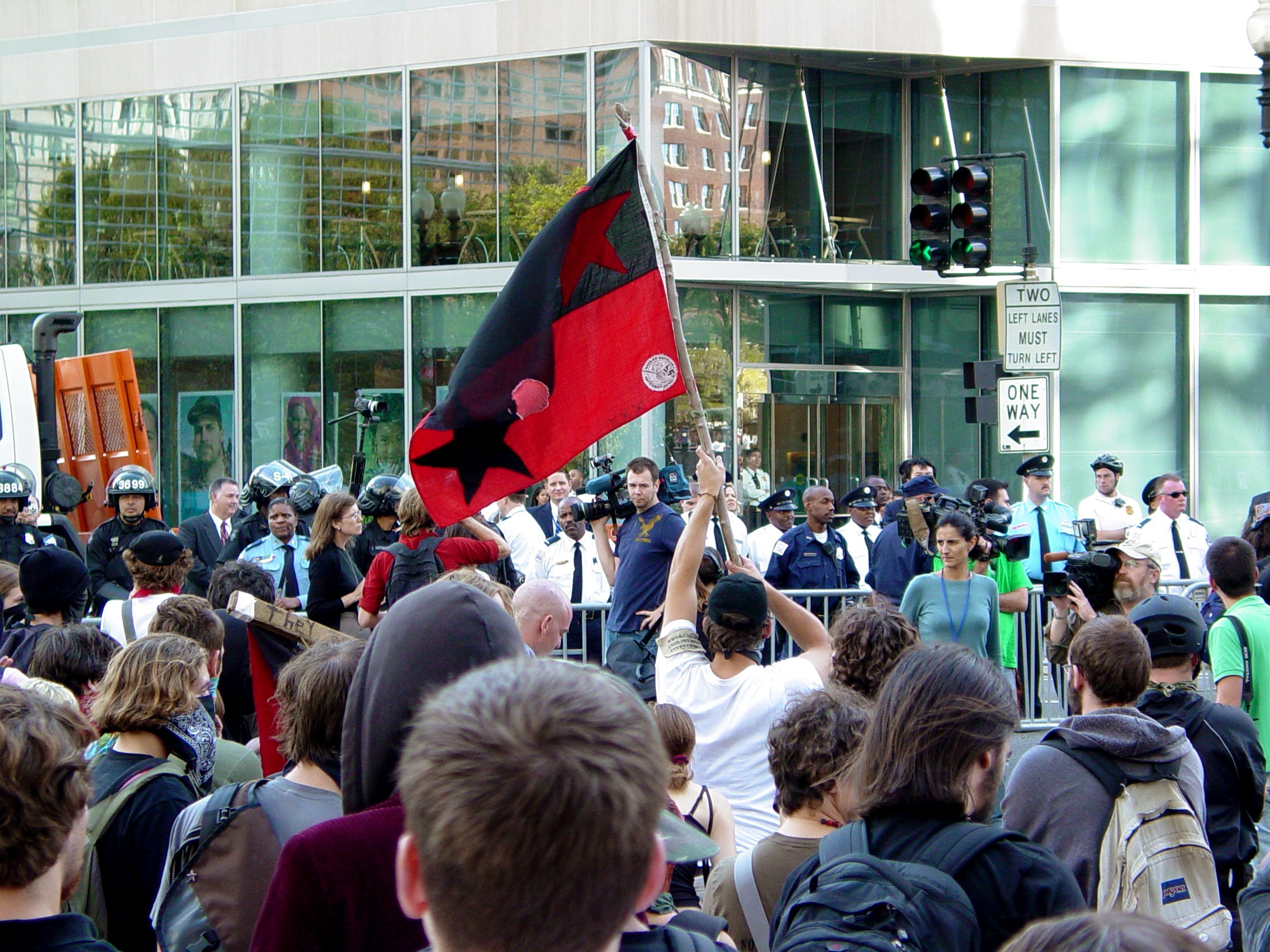
Un manifestante ondea una bandera roja y negra durante la ocupación de una intersección afuera del Banco Mundial.

La Rebelión de Octubre fue el nombre colectivo asociado a una serie de protestas en torno a las reuniones del otoño boreal de 2007 del Banco Mundial y el Fondo Monetario Internacional, llevadas a cabo del 19 al 20 de octubre de 2007 en Washington D. C., Estados Unidos. Las manifestaciones fueron organizadas por la Coalición de Octubre, Según el llamado a acción de dicha organización, el grupo demandaba la cancelación de toda la deuda del Tercer Mundo usando los recursos propios de las instituciones financieras. Asimismo, pedían el fin de las políticas de ajuste estructural que creían priorizaban el beneficio económico sobre la vida de las personas y el fin de los problemas sociales y medioambientales ocasionados por la producción de petróleo y gas natural, la minería y ciertos tipos de desarrollo de infraestructura.

## Manifestación frente al Servicio de Inmigración y Control de Aduanas
Temprano el 19 de octubre de 2007, aproximadamente 100 activistas se manifestaron frente a la sede del Servicio de Inmigración y Control de Aduanas de los Estados Unidos, una agencia del Departamento de Seguridad Nacional de los Estados Unidos. Los manifestantes se reunieron para expresar una visión crítica de las políticas económicas y de inmigración de Estados Unidos, mientras coreaban «¡sin justicia, no habrá paz!» Según The Washington Post, «sostuvieron que la mayor parte de la inmigración a Estados Unidos fue el resultado de duras políticas económicas en el extranjero, por parte del Gobierno [de Estados Unidos], el Banco Mundial y el FMI.»

## Marcha en Georgetown
La Coalición de Octubre hizo un llamado en favor de «acciones disruptivas en todo Georgetown», en una marcha que comenzó a las 9.00 p. m. del 19 de octubre desde el Washington Circle en Foggy Bottom. Para explicar la elección de Georgetown para la marcha, los organizadores declararon en su página web que «Georgetown, la sede del poder de Washington, es un patio de recreo para los ricos. Sus habitantes poseen una enorme riqueza a expensas de la mayoría pobre que vive tan cerca de ellos. Viven tan cerca, pero a un mundo de distancia, ocultos a simple vista. Georgetown encarna el neoliberalismo. Georgetown es el neoliberalismo.» Un manifestante en el evento describió la razón para acudir a Georgetown por ser el lugar donde los delegados se estaban alojando. Antes de la marcha, los organizadores no describieron las acciones específicas que debían tomarse, tampoco indicaron si el grupo llevaría armas, pero animaron a los participantes a usar «creatividad» y una «diversidad de tácticas». Según el periódico local The Hoya, se sugirió que el cruce de las calles 30 y M fueran un destino preliminar.

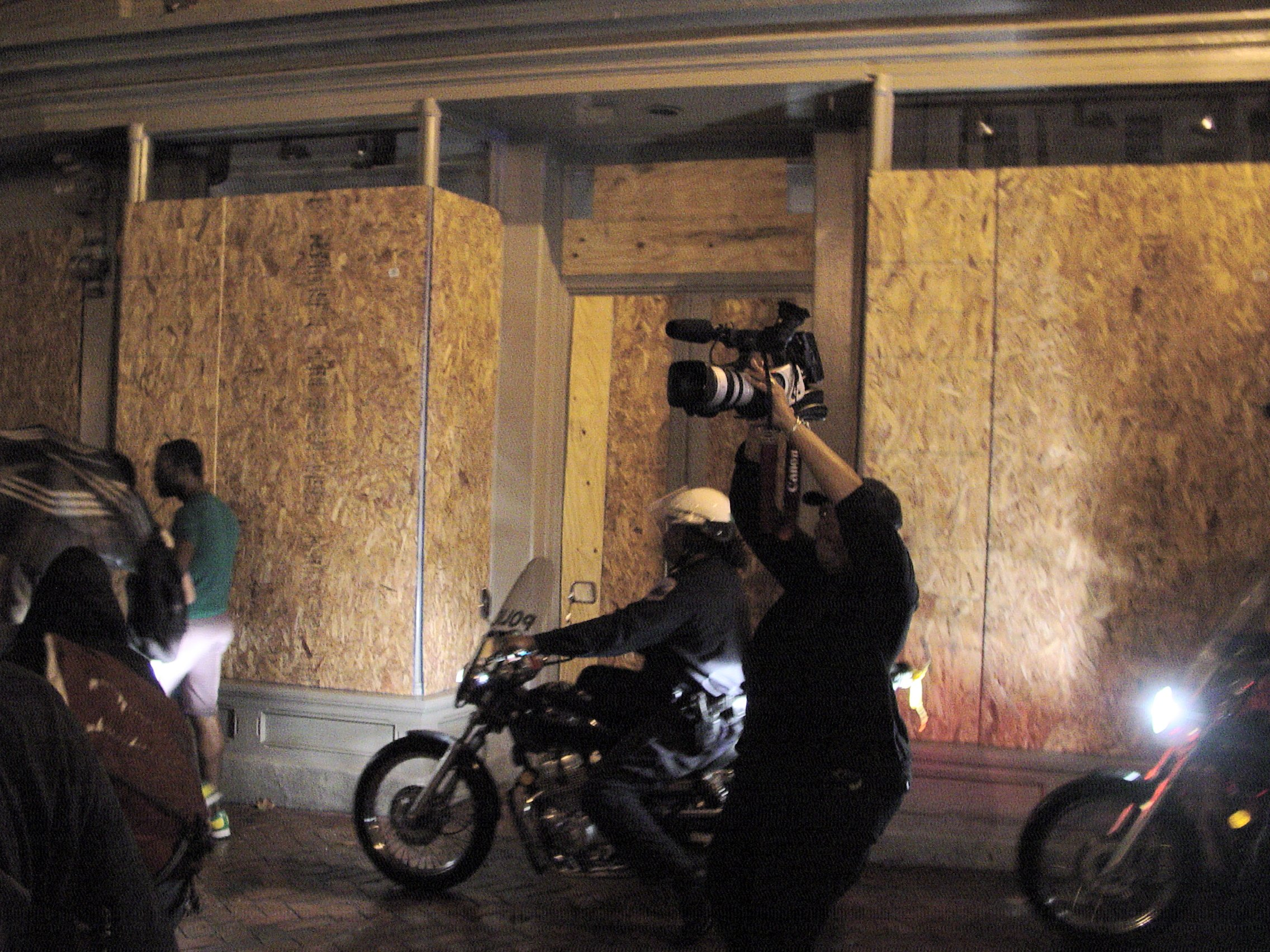
Embarque de un escaparate visto durante la marcha en Georgetown.

La noche previa a la marcha, funcionarios de la Universidad de Georgetown emitieron una alerta de seguridad que indicaba que se esperaba que la manifestación tuviera lugar entre las 6:00 y las 11 p. m. y se esperaba que terminara en el distrito comercial de Georgetown. Tal universidad aconsejó a sus estudiantes que evitaran el área, dada la expectativa de retrasos en el tráfico y cierre de vías.
Según Josh Aldiva, un oficial del segundo distrito del Departamento de Policía Metropolitana del Distrito de Columbia, no habría una mayor presencia policial en toda la ciudad, sin precauciones extras en Georgetown fuera de aquellas adoptadas en toda la ciudad, recordando que en el pasado las protestas en torno al Banco Mundial y al FMI habían sido mayormente pacíficas.
A la hora señalada, entre 200 y 300 manifestantes, muchos de los cuales vestían ropa de color negro y máscaras características de un bloque negro, se reunieron en Washington Circle antes de partir hacia Georgetown, con una fuerte escolta policial, vía la avenida Pensilvania y M Street NW. La marcha dobló hacia el norte en la avenida Wisconsin, antes de dar marcha atrás y retornar a  M Street. En el transcurso de la marcha, las cajas de los periódicos fueron volteadas, se lanzaron objetos y se golpearon botes de basura. Muchas tiendas fueron abordadas en anticipación de la marcha. Dos ventanas no abordadas fueron rotas en la intersección de la avenida Wisconsin y M Street. Se realizaron dos arrestos, relacionados con un incidente donde un oficial fue empujado de un vehículo.
El evento fue empañado por un accidente que involucró a una espectadora que estaba caminando con un grupo de amigos cuando fue golpeada en la frente por un ladrillo lanzado por un manifestante. La mujer fue llevada a un hospital cercano para recibir tratamiento. La marcha en Georgetown terminó aproximadamente a las 10:30 p. m., cuando la policía ordenó a los manifestantes, entre las calles 29 y M, que se dispersaran. La mayoría acató la orden.

## Marcha al Banco Mundial

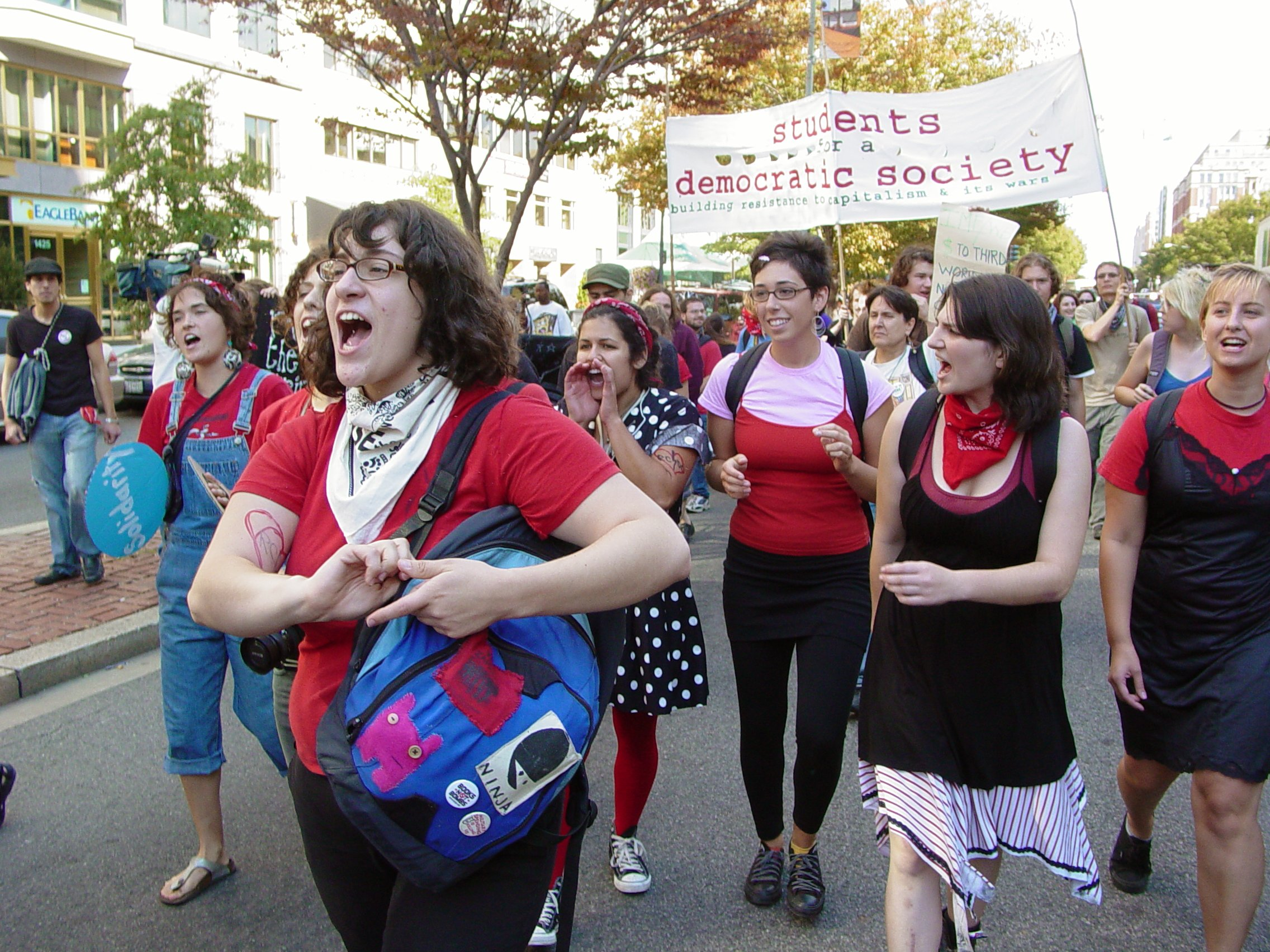
Cheerleaders radicales realizaron una animación durante la marcha al Banco Mundial.

El 20 de octubre de 2007, unos 500 manifestantes se reunieron en Franklin Square para un mitin y marchar a la sede del Banco Mundial en las calles 18 y H. El grupo estaba conformado por una mezcla de colectivos, incluyendo estudiantes, activistas de la comunidad, así como anarquistas vestidos para un bloque negro.
La protesta fue pacífica, con excepción de un incidente en el Parque Murrow, al otro lado de la calle del Banco Mundial, donde varios manifestantes arremetieron contra la línea policial cuando un grupo de ministros de finanzas llegaron y cruzaron el cordón policial para las reuniones de media tarde. Rápidamente, llegó policías con porras y empezaron a empujar a los manifestantes, lo que resultó en que algunos salieran corriendo; sin embargo, según Bob Exe, uno de los manifestantes, el cordón policial nunca fue cruzado, aunque podrían haber ocurrido «algunos empujones».
Tras la refriega con la policía, el Tribunal popular con un panel de seis jueces comenzó y dio la palabra a una fila de personas de países afectados por las políticas del Banco Mundial y el FMI.